# Hank Aaron Award

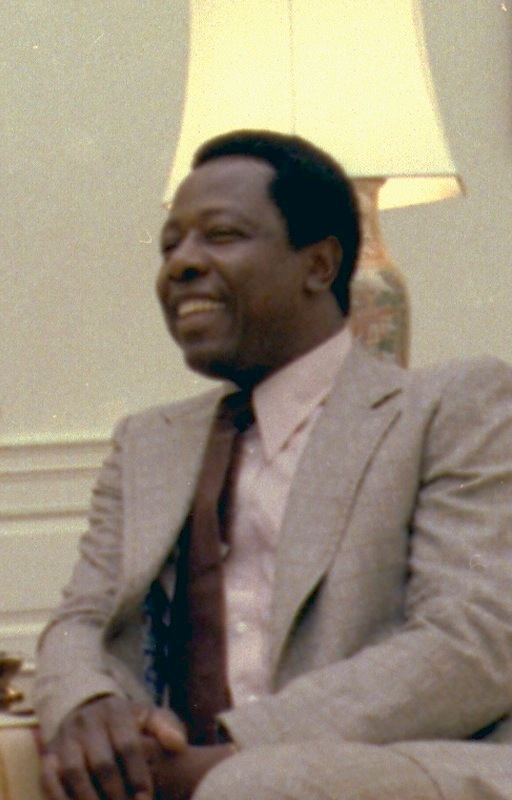
Nagrodę nazwano na cześć Hanka Aarona

Hank Aaron Award – nagroda nadawana corocznie w Major League Baseball najlepszym uderzającym w każdej z lig, wybieranym w głosowaniu przez kibiców i dziennikarzy. Po raz pierwszy przyznana w 1999 w 25. rocznicę pobicia rekordu Babe Rutha przez Hanka Aarona w liczbie zdobytych home runów w karierze. Statystyki brane pod uwagę przy wyborze to home runy, uderzenia i run batted in.

## Zdobywcy nagrody

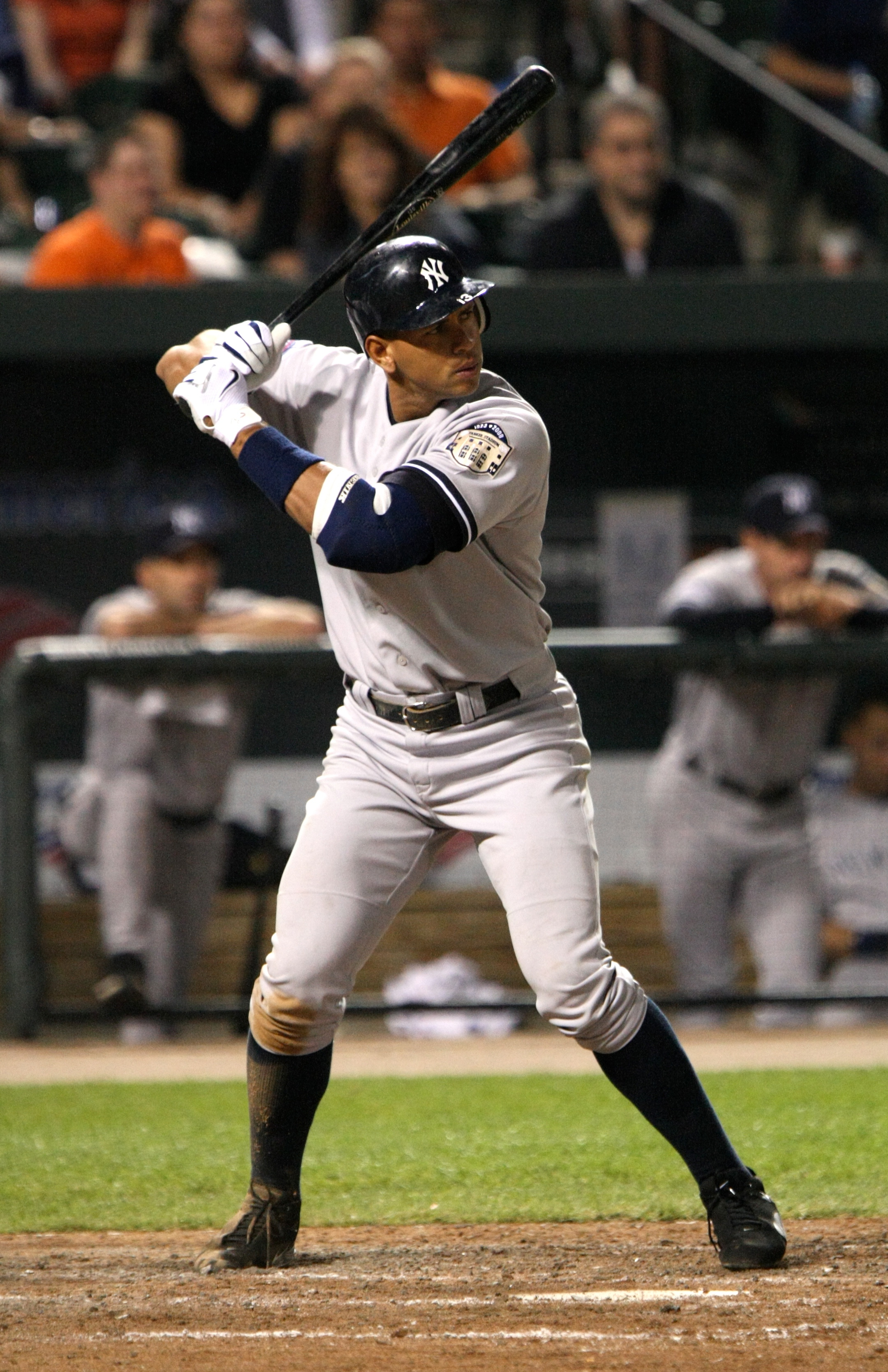
Alex Rodriguez zdobył tę nagrodę cztery razy

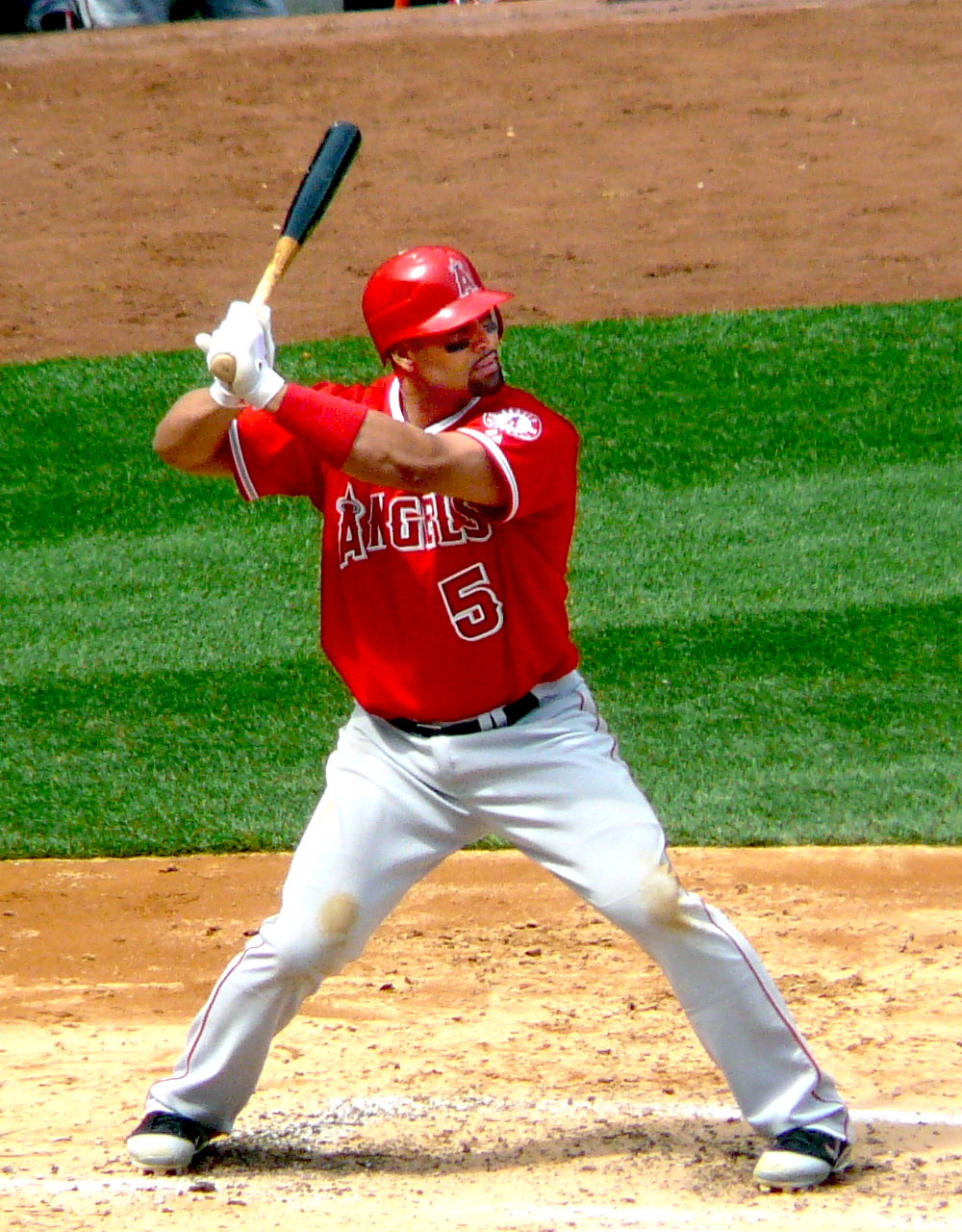
Albert Pujols został wyróżniony dwukrotnie

| Rok  | Liga     | Zawodnik              | Klub                          | H   | HR | RBI |
| ---- | -------- | --------------------- | ----------------------------- | --- | -- | --- |
| 1999 | American | Manny Ramírez         | Cleveland Indians             | 174 | 44 | 165 |
| 1999 | National | Sammy Sosa            | Chicago Cubs                  | 180 | 63 | 141 |
| 2000 | American | Carlos Delgado        | Toronto Blue Jays             | 196 | 41 | 137 |
| 2000 | National | Todd Helton           | Colorado Rockies              | 216 | 42 | 147 |
| 2001 | American | Alex Rodriguez        | Texas Rangers                 | 201 | 52 | 135 |
| 2001 | National | Barry Bonds           | San Francisco Giants          | 156 | 73 | 137 |
| 2002 | American | Alex Rodriguez (2)    | Texas Rangers                 | 187 | 57 | 142 |
| 2002 | National | Barry Bonds (2)       | San Francisco Giants          | 149 | 46 | 110 |
| 2003 | American | Alex Rodriguez (3)    | Texas Rangers                 | 181 | 47 | 118 |
| 2003 | National | Albert Pujols         | St. Louis Cardinals           | 212 | 43 | 124 |
| 2004 | American | Manny Ramírez (2)     | Boston Red Sox                | 175 | 43 | 130 |
| 2004 | National | Barry Bonds (3)       | San Francisco Giants          | 135 | 45 | 101 |
| 2005 | American | David Ortiz           | Boston Red Sox                | 180 | 47 | 148 |
| 2005 | National | Andruw Jones          | Atlanta Braves                | 154 | 51 | 128 |
| 2006 | American | Derek Jeter           | New York Yankees              | 214 | 14 | 97  |
| 2006 | National | Ryan Howard           | Philadelphia Phillies         | 182 | 58 | 149 |
| 2007 | American | Alex Rodriguez (4)    | New York Yankees              | 183 | 54 | 156 |
| 2007 | National | Prince Fielder        | Milwaukee Brewers             | 165 | 50 | 119 |
| 2008 | American | Kevin Youkilis        | Boston Red Sox                | 168 | 29 | 115 |
| 2008 | National | Aramis Ramírez        | Chicago Cubs                  | 160 | 27 | 111 |
| 2009 | American | Derek Jeter (2)       | New York Yankees              | 212 | 18 | 66  |
| 2009 | National | Albert Pujols (2)     | St. Louis Cardinals           | 186 | 47 | 135 |
| 2010 | American | José Bautista         | Toronto Blue Jays             | 148 | 54 | 124 |
| 2010 | National | Joey Votto            | Cincinnati Reds               | 177 | 37 | 113 |
| 2011 | American | José Bautista (2)     | Toronto Blue Jays             | 155 | 43 | 103 |
| 2011 | National | Matt Kemp             | Los Angeles Dodgers           | 195 | 39 | 126 |
| 2012 | American | Miguel Cabrera        | Detroit Tigers                | 205 | 44 | 139 |
| 2012 | National | Buster Posey          | San Francisco Giants          | 178 | 24 | 103 |
| 2013 | American | Miguel Cabrera (2)    | Detroit Tigers                | 193 | 44 | 137 |
| 2013 | National | Paul Goldschmidt      | Arizona Diamondbacks          | 182 | 36 | 125 |
| 2014 | American | Mike Trout            | Los Angeles Angels of Anaheim | 173 | 36 | 111 |
| 2014 | National | Giancarlo Stanton     | Miami Marlins                 | 155 | 37 | 105 |
| 2015 | American | Josh Donaldson        | Toronto Blue Jays             | 184 | 41 | 123 |
| 2015 | National | Bryce Harper          | Washington Nationals          | 172 | 42 | 99  |
| 2016 | American | David Ortiz (2)       | Boston Red Sox                | 169 | 38 | 127 |
| 2016 | National | Kris Bryant           | Chicago Cubs                  | 176 | 39 | 102 |
| 2017 | American | José Altuve           | Houston Astros                | 204 | 24 | 81  |
| 2017 | National | Giancarlo Stanton (2) | Miami Marlins                 | 168 | 59 | 132 |
| 2018 | American | J.D. Martinez         | Boston Red Sox                | 188 | 43 | 130 |
| 2018 | National | Christian Yelich      | Milwaukee Brewers             | 187 | 36 | 110 |
| 2019 | American | Mike Trout (2)        | Los Angeles Angels            | 137 | 45 | 104 |
| 2019 | National | Christian Yelich (2)  | Milwaukee Brewers             | 161 | 44 | 97  |